# Eruguera de Sulawesi
L'eruguera de Sulawesi (Edolisoma morio) és una espècie d'ocell de la família dels campefàgids (Campephagidae).

## Hàbitat i distribució
Habita boscos i vegetació secundària del nord, centre, sud i sud-est de Sulawesi, incloent Butung.